# چاراوالی
چاراوالی (به لاتین: Charavali) یک منطقهٔ مسکونی در روسیه است که در شهرستان نوولاکسکی واقع شده‌است.